# Мішель Монурі
Мішель Жозеф Монурі (фр. Michel Joseph Maunoury; 17 грудня 1847, Ментенон, Франція — 28 березня 1923, Мер, Третя Французька республіка) — французький воєначальник Першої світової війни, маршал Франції (1923).

## Біографія
Народився у сім'ї лікаря. Закінчив Паризьку політехнічну школу. Із 1867 року — на військовій службі. У 1869 році закінчив Інженерно-артилерійську школу і отримав звання лейтенанта. Учасник франко-прусської війни, під час битви при Шампіньї був важко поранений.
Із 1874 року — капітан, перебував на викладацькій роботі та служив у артилерійських військах. Із 1893 року — підполковник. Із 1896 року — полковник. Із 1901 року — бригадний генерал, із 1906 року — дивізійний генерал. Із 1906 року — командувач артилерії та фортів Парижа і начальник Вищої військової школи. У 1910—1912 роках — військовий губернатор Парижа і член Вищої військової ради. Із 1912 року — у резерві.

## Перша світова війна
Із початком Першої світової війни був призначений командувачем французьких військ у Лотарингії, але вже 26 серпня 1914 року був призначений командувачем 6-ї армії в районі Парижа. На чолі 6-ї армії брав участь у битві на Марні. У розпал боїв на Марні військовий губернатор Парижа генерал Галлієні надав Монурі допомогу частинами паризького гарнізону і вже 5 вересня 6-та армія перейшла в контрнаступ і змусила відступати німецькі війська.
11 березня 1915 року під час огляду бойових позицій армії був важко поранений в голову німецькою кулею. Внаслідок поранення повністю втратив зір. Не зважаючи на різке погіршення стану здоров'я із 5 листопада 1915 по 4 квітня 1916 року знову був військовим губернатором Парижа.

## Після війни
У післявоєнній Франції користувався великою популярністю. У 1919 році був присутній при підписанні Версальського мирного договору. Із 1919 року — почесний президент Товариства сліпих від війни. Помер у місті Мер. 31 березня 1923 року посмертно отримав звання маршала Франції.

## Нагороди
Кавалер ордена Почесного легіону, Воєнного хреста, Військової медалі та інших французьких нагород, а також російського ордена Святого Георгія 4-го ступеня.